# زلزال إسطنبول 2025
وقع زلزال بلغت شدته 6.2 درجة على مقياس ريختر في منطقة بحر مرمرة في تركيا في 23 أبريل 2025 في الساعة 12:49:10 بتوقيت تركيا، على بُعد 21 كـم (13 ميل) جنوب شرق مرمرا إيرغليسي، بمقاطعة تكرطاغ، بالقرب من مدينة إسطنبول. وقد أُصيب 359 شخصا على الأقل وسُجلت أضرار محدودة في جميع أنحاء منطقة مرمرة.

## الوضع التكتوني
منطقة فالق شمال الأناضول (NAFZ) هي منطقة تمتد لـ 1,200 كـم (750 ميل) وهي منطقة صدع الانزلاق الجانبي الأيمن. تمتد من خليج ساروس إلى كارليوفا. تشكلت منذ حوالي 13 إلى 11 مليون سنة في الجزء الشرقي من الأناضول وتطورت غربًا. تطور الصدع في نهاية المطاف عند بحر مرمرة منذ حوالي 200 ألف عام على الرغم من الحركة المرتبطة بالقص في منطقة واسعة إلى حد ما والتي بدأت بالفعل في أواخر العصر الميوسيني.
كانت آخر الزلازل القوية التي ضربت منطقة الفالق في عام 1999، وهي زلزالي إزميد ودوزجة اللذين ضربا المنطقة في 17 أغسطس و12 نوفمبر على التوالي. وفي نوفمبر 2022، ضرب زلزال بقوة 6.1 درجة غرب دزجة.
يتفق العديد من علماء الزلازل على أن هناك فرصة كبيرة جدًا لحدوث زلزال بقوة 7.0 أو أعلى بالقرب من إسطنبول قبل عام 2030، ومن المرجح أن يكون سببه كسر منطقة الفالق تحت بحر مرمرة.

## الزلزال
أفادت هيئة الدراسات الجيولوجية الأمريكية (USGS) أن شدة الزلزال بلغت 6.2، وأن مركزه يقع في بحر مرمرة على بعد 21 كـم (13 ميل) كم (13 ميل) جنوب شرق مرمرة إيرغليسي في مقاطعة تكرطاغ أو على بعد (45 ميل) جنوب غرب إسطنبول.
بلغت شدة الزلزال القصوى على مقياس ميركالي المعدل VII (قوي جدًا). بلغت شدة اثنتين منها 100 Mw  في الساعة 13:02 و15:12 على التوالي. كما تسبب الزلزال في حدوث تسونامي صغير، حيث بلغ أقصى ارتفاع له 6 سـم (2.4 بوصة) في إردك، و4 سـم (1.6 بوصة) في إسينكوي و3 سـم (1.2 بوصة) في سلوري.

## التأثير
أصيب ما لا يقل عن 359 شخصًا بسبب الذعر واسع النطاق، بما في ذلك 236 في إسطنبول، و40 في سقارية، و28 في تكيرطاغ، و23 في قوجه إيلي، و21 في يالوة و11 في بورصة. وتضرر ما لا يقل عن 378 مبنى، وتعطلت بعض خدمات شبكات الهاتف المحمول في أجزاء من إسطنبول. وانهار مبنى مهجور مكون من ثلاثة طوابق في منطقة الفاتح. كما تعرض مبنى مكون من أربعة طوابق لأضرار في سلوري، وسقط سقف مبنى في بويوك جكمجة وانهار مبنى مكون من ثلاثة طوابق جزئيًا في بكركوي. وتعرضت ثلاثة مبانٍ لأضرار طفيفة في محافظة يالوة.

## الاستجابة
نُشر ما لا يقل عن 3597 فردًا في منطقة مرمرة، بما في ذلك 1443 في إسطنبول، إلى جانب 250 مركبة و18 كلب إنقاذ.
يومي 24 و25 أبريل.
وأعلن وزير التعليم يوسف تكين إغلاق المدارس في إسطنبول وتكيرطاغ
واستمرت الهزة لمدة 13 ثانية. كان هذا أقوى زلزال ضرب تركيا منذ زلزال كهرمان مرعش عام 2023 الذي ضرب سوريا وتركيا، ويُعد أكبر زلزال ضرب الفالق الشمالي الأناضولي منذ زلزال دوزجة عام 1999، وكذلك يًعد الأقوى في منطقة بحر مرمرة منذ زلزال إزميد عام 1999. 
وبحسب خدمة PAGER التابعة لهيئة المسح الجيولوجي الأميركية، فقد تعرض ما يقدر بنحو 188 ألف شخص لهذا المستوى من الاهتزاز، معظمهم في مدينة تشورلو؛ وشعر حوالي 2.28 مليون شخص بالهزة القوية بشدة بلغت MMI VI، معظمهم في المناطق الغربية من محافظة إسطنبول، مثل بيليك دوزو وإسن يورت. كما سُجلت هزة خفيفة بلغت شدتها MMI IV (خفيف) في مراكز مدينتي إسطنبول وبورصة، وكذلك إيفروس في اليونان ومدينتي بورغاس ويامبل في بلغاريا. بالإضافة إلى ذلك، أفاد الناس شعورهم بالاهتزاز في مناطق بعيدة مثل غازي عنتاب، وبوخارست في رومانيا، وصوفيا في بلغاريا. كذلك فقد سُجلت 129 هزة ارتدادية.

## روابط خارجية
- المركز الدولي لرصد الزلازل لديه ببليوغرافيا و/أو بيانات موثوقة لهذا الحدث.